# Todor Jantschew
Todor Dimitrow Jantschew (* 19. Mai 1976 in Kasanlak) ist ein ehemaliger bulgarischer Fußballspieler. Der Mittelfeldspieler war bulgarischer Nationalspieler.

## Karriere
Er begann seine Karriere beim FK Neftochimik, mit dem er 2000 das Finale des Bulgarischen Pokals erreichte. Anschließend wechselte er zu ZSKA Sofia. Anfang 2001 wurde er an Trabzonspor in die Türkei ausgeliehen, kehrte aber nach einem halben Jahr wieder zu ZSKA zurück. Mit Sofia erreicht er 2002, 2004 und 2005 das Pokalfinale, konnte aber keines gewinnen. Erfolgreicher war der Klub in der A Grupa. 2003 und 2005 konnte die Bulgarische Meisterschaft gewonnen werden. Danach spielte Jantschew je ein Jahr beim Kallithea FC in Griechenland und beim Randers FC in Dänemark. 2007 kehrte er zu ZSKA Sofia zurück und gewann 2008 die Meisterschaft und 2011 den Pokal, außerdem 2008 und 2011 den Supercup. Anfang 2012 wurde Jantschew wegen Dopings mit Methylhexanamin für drei Monate gesperrt. Im Januar 2013 wechselte er zu Slawia Sofia, kehrte aber im Sommer wieder zurück zu ZSKA, wo er 2014 seine Karriere beendete.
Jantschew wurde zwischen 1999 und 2008 insgesamt 17-mal in die bulgarische Nationalmannschaft berufen.

## Erfolge
- Bulgarischer Meister: 2003, 2005, 2008
- Bulgarischer Pokalsieger: 2011